# Los cuentos de la luna pálida
Los cuentos de la luna pálida (雨月物語 - Ugetsu monogatari), también conocida como Cuentos de la luna pálida de agosto o Cuentos de la luna vaga después de la lluvia, es una película japonesa de 1953 dirigida por Kenji Mizoguchi. Basada en la colección de cuentos homónima escrita por Ueda Akinari publicada en 1776, la película es un drama jidaigeki. 
Considerada por el crítico Roger Ebert "una de las grandes películas", la película obtuvo, entre otros premios, el León de Plata en el Festival Internacional de Cine de Venecia de 1953.

## Argumento
Genjūrō y Tobei son dos hermanos campesinos sin fortuna que viven a la orilla del lago Biwa, de la provincia de Ōmi, durante el Japón feudal del siglo XVI afectado por las guerras civiles. Genjūrō, casado y con un hijo pequeño, trabaja de ceramista y sueña con hacerse rico. Tōbei vive con su esposa pero ambiciona la gloria de convertirse en un samurái reconocido. 
Para cumplir sus ambiciosos sueños deciden marcharse de la aldea, provistos de los útiles de alfarería que han logrado fabricar, con la intención de venderlos en la ciudad cegados por el ansia de prosperar. Genjūrō, orgulloso de ofrecer a su esposa e hijo todo aquello que necesitan, tras lograr vender el género compra telas, pasta, harina, aceite y productos a los que no todos los campesinos pueden acceder. Esta idea obnubila al ceramista quien no es consciente de la situación que viven y de que, con el estallido de la guerra, deben enfrentarse a la amenaza de los soldados quienes avanzan arrasando todo a su paso sembrando el terror. 
La situación se complica y ambas familias se verán obligadas a huir del pueblo prácticamente sin pertenencias. La familia de Genjūrō deberá esconderse en la montaña evitando a maleantes y soldados. Los hermanos vuelven a la ciudad. Tōbei observará el desfile de un grupo de samuráis e intentará formar parte del mismo. Genjūrō, por su parte, quedará prendado con la aparición de Lady Wasaka, una enigmática mujer. Ohama, la mujer de Tōbei, empeñada en acompañar a ambos hermanos no correrá mejor suerte. Los protagonistas observan la ciudad como un espacio de oportunidades, para enriquecerse o para lograr el sueño de ser samurái, pero los acontecimientos son tozudos: cuanto más cerca están de alcanzar aquello que anhelan de forma obsesiva, más lejos se hallan de la auténtica felicidad.

## Reparto
- Machiko Kyō - Lady Wakasa
- Mitsuko Mito - Ohama
- Kinuyo Tanaka - Miyagi
- Masayuki Mori - Genjūrō
- Eitaro Ozawa - Tōbei
- Ikio Sawamura - Genichi
- Kikue Mōri - Ukon
- Ryōsuke Kagawa - Maestro
- Eigoro Onoe - Caballero
- Saburo Date - Vasallo
- Sugisaku Aoyama - Sacerdote Anciano
- Reiko Kongo - Anciana en el burdel
- Shozo Nanbu - Sacerdote
- Ichirō Amano - Barquero
- Kichijirō Ueda - Tendero
- Teruko Omi - Prostituta
- Keiko Koyanagi - Prostituta
- Mitsusaburō Ramon -  Capitán
- Jun Fujikawa - Soldado perdido
- Ryuuji Fukui - Soldado perdido
- Masayoshi Kikuno - Soldado
- Sugisaka Koyama - Sumo Sacerdote
- Ryuzaburo Mitsuoka - Soldado
- Hajime Koshikawa
- Koji Murata
- Fumihiko Yokoyama